# Plate-forme Ford EUCD

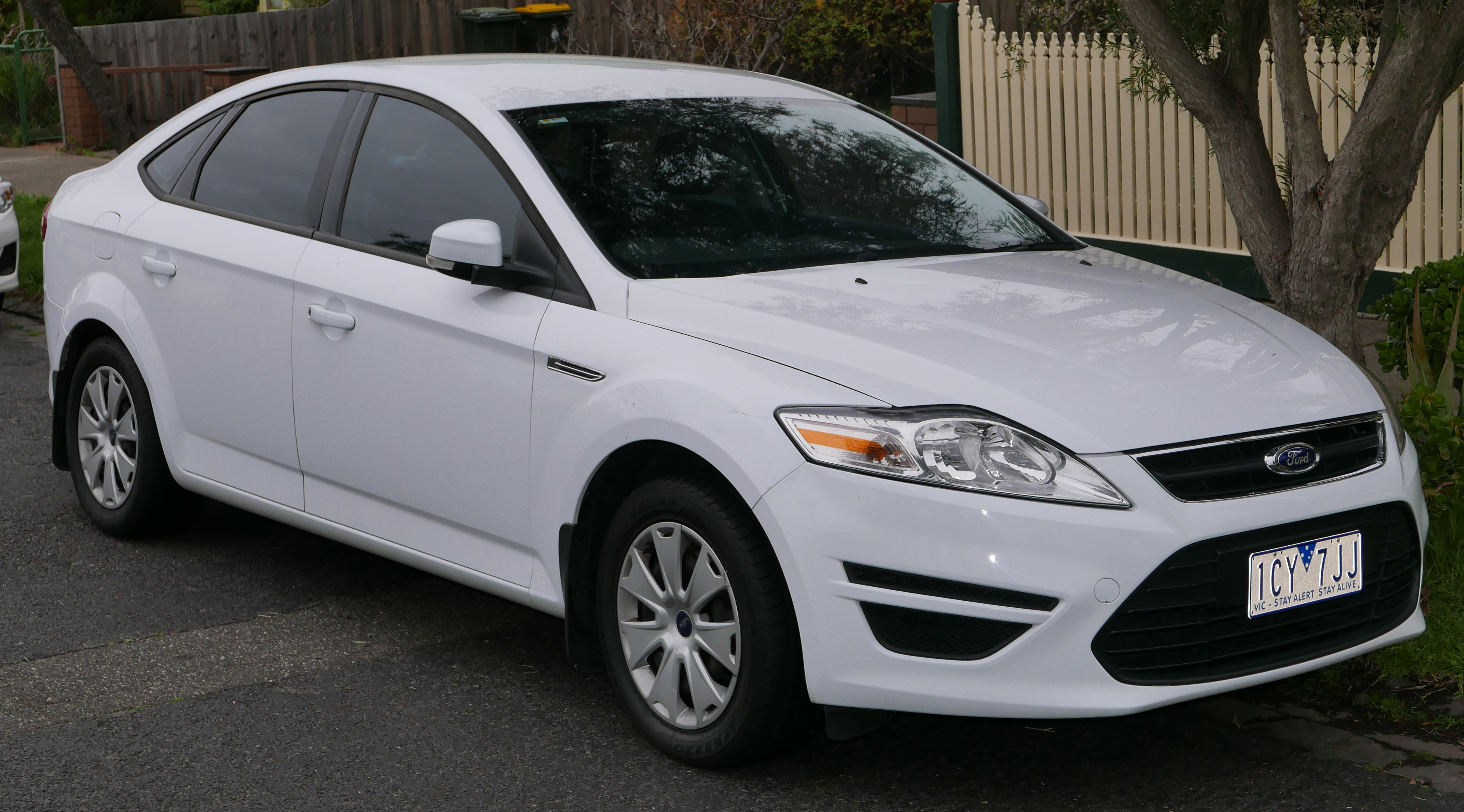
Illustration Ford

L'EUCD (pour European C/D-class) (ou Y20 chez Volvo) est une plate-forme commune qui équipe plusieurs modèles du groupe automobile Ford. 
Appelée C1-Plus à ses débuts, elle est basée sur la plate-forme compacte C1, mais allongée pour servir de base aux futurs modèles européens de grande et moyenne taille du groupe Ford.
Si l'EUCD a été préférée à la plate-forme CD3 (Mazda6) c'est parce qu'elle répondait mieux aux exigences des marques européennes du groupe Ford telles que Volvo, qui se devaient d'implanter ses moteurs V8, cinq et six cylindres en ligne transversalement, ce que ne pouvait faire la CD3. Cette préférence vient aussi du fait que cette plate-forme partage de nombreuses pièces avec la plate-forme C1. Les premières voitures basées sur l'EUCD furent introduites en 2006 au Salon de Genève : la Volvo S80 et les Ford S-Max et Galaxy.
Land Rover ne faisant plus partie du groupe, Ford depuis 2008, et Volvo depuis 2010 ont néanmoins conservé cette plate-forme.
Les versions quatre roues motrices utilisent le système Haldex, voulu par Volvo.

## Véhicules actuels
- 2006 : Volvo S80
- 2006 : Ford S-Max
- 2006 : Ford Galaxy
- 2007 : Ford Mondeo
- 2007 : Land Rover Freelander 2
- 2007 : Volvo V70
- 2007 : Volvo XC70
- 2008 : Volvo XC60
- 2010 : Volvo S60
- 2011 : Volvo V60
- 2011 : Volvo S80L
- 2011 : Land Rover Range Rover Evoque
- 2014 : Volvo S60L/S60 INSCRIPTION
- 2015 : Land Rover Discovery Sport
- 2015 : Geely Emgrand GC9
- 2017 : Jaguar E-Pace